# Fernando Tejero
Fernando Tejero Muñoz-Torrero (Cordova, 24 febbraio 1967) è un attore spagnolo.

## Biografia
Nato a Cordova nel 1967, vi trascorse infanzia e adolescenza fino a che non abbandonò il lavoro nella pescheria dei genitori per andare a Madrid e diventare attore.
Entrò nella scuola di Cristina Rota, dove entrò in contatto con Alberto San Juan. In questo modo stabilì rapporti con la compagnia teatrale Animalario, tra i cui membri figuravano Ernesto Alterio, Andrés Lima e Guillermo Toledo.
David Serrano, anche lui vicino al gruppo, gli offrì l'opportunità della vita con la pellicola Días de fútbol (2003), con la quale ottenne il Premio Goya come miglior attore rivelazione.
Nello stesso anno Elena Arnao lo scelse nel casting della serie televisiva Aquí no hay quien viva. Sebbene in principio gli offrirono il ruolo di Paco (il dipendente di un video-club), più tardi la rinuncia dell'attore prescelto per interpretare Emilio (il portinaio del condominio) gli permise di ottenere maggior visibilità.
Grazie alla sua popolarità, Fernando Tejero ottenne ruoli da protagonista in film come El penalti más largo del mundo (Roberto Santiago, 2005).
Interpretò un cieco nel film Va a ser que nadie es perfecto (Joaquín Oristrell, 2005), nel quale figurarono anche Santi Millán e José Luis García Pérez.
Nel 2007 fu protagonista nella serie Gominolas, nella quale interpretava Benja, che negli anni 1980 fu il leader del gruppo giovanile Gominolas.
Nel 2009 collaborò con l'attrice Malena Alterio per la quarta volta (dopo due film e la serie Aquí no hay quien viva) nel lungometraggio Al final del camino.

## Filmografia parziale

### Cinema
- I lunedì al sole (Los lunes al sol), regia di Fernando León de Aranoa (2002)
- Torremolinos 73 (Torremolinos 73), regia di Pablo Berger (2003)
- Días de fútbol, regia di David Serrano (2003)
- Cachorro (Cachorro), regia di Miguel Albaladejo (2004)
- Crimen perfecto - Finché morte non li separi (Crimen ferpecto), regia di Álex de la Iglesia (2004)
- El penalti más largo del mundo, regia di Roberto Santiago (2005)
- Volando voy, regia di Miguel Albaladejo (2005)
- Va a ser que nadie es perfecto, regia di Joaquín Oristrell (2006)
- El club de los suicidas, regia di Roberto Santiago (2006)
- Días de cine, regia di David Serrano (2007)
- Fuori menù (Fuera de Carta), regia di Nacho G. Velilla (2008)
- 8 citas, regia di Peris Romano e Rodrigo Sorogoyen (2008)
- Gente de mala calidad, regia di Juan Cavestany (2008)
- Al final del camino, regia di Roberto Santiago (2009)
- Desechos, regia di David Marqués (2010)
- Cinco metros cuadrados, regia di Max Lemcke (2010)
- En fuera de juego, regia di David Marqués (2012)
- La fortuna della vita (La chispa de la vida), regia di Álex de la Iglesia (2011)
- Ballo ballo (Explota Explota), regia di Nacho Álvarez (2020)

### Serie televisive
- Policias, en el corazon de la calle (2000-2002)
- El comisario, episodio 3x21 (2001)
- Aquí no hay quien viva, 90 episodi (2003-2006)
- Gominolas, 8 episodi (2007)
- El síndrome de Ulises (2008)
- La que se avecina (2007- presente)

## Teatro
- Piedras en los bolsillos

## Premi e nomination
Premio Goya
| Anno | Categoria                       | Film           | Esito      |
| ---- | ------------------------------- | -------------- | ---------- |
| 2008 | Miglior attore non protagonista | Fuori menù     | Nomination |
| 2003 | Miglior attore rivelazione      | Días de fútbol | Vincitore  |

Premio della Unión de Actores
| Anno | Categoria                                       | Film                   | Esito      |
| ---- | ----------------------------------------------- | ---------------------- | ---------- |
| 2004 | Miglior attore cinematografico non protagonista | Días de fútbol         | Nomination |
| 2004 | Miglior attore rivelazione                      | Días de fútbol         | Nomination |
| 2004 | Miglior attore televisivo                       | Aquí no hay quien viva | Vincitore  |

Fotogrammi d'argento
| Anno | Categoria                 | Film                   | Esito      |
| ---- | ------------------------- | ---------------------- | ---------- |
| 2004 | Miglior attore televisivo | Aquí no hay quien viva | Vincitore  |
| 2003 | Miglior attore televisivo | Aquí no hay quien viva | Nomination |

### Altri riconoscimenti
- Premio della Academia de la Televisión de España:

Candidato al premio come miglior attore (2003).
Candidato al premio come miglior attore (2004).
- TP de Oro:

Miglior attore televisivo (2004).